# Baasancogtyn Öldzijsajchan
Baasancogtyn Öldzijsajchan (mong. Баасанцогтын Өлзийсайхан; ur. 14 lutego 1993) – mongolski zapaśnik walczący w stylu wolnym. Zajął siódme miejsce na mistrzostwach Azji w 2019. Szósty w Pucharze Świata w 2019  roku.